# کاترین دو بوربون
کاترین دو بوربون (انگلیسی: Catherine de Bourbon؛ ۷ فوریه ۱۵۵۹ – ۱۳ فوریهٔ ۱۶۰۴) شاهزاده ناوار، و دختر ملکه جین سوم و زاده پاریس بود او به نام برادرش آنری چهارم فرانسه از ۱۵۷۶ تا ۱۵۹۶ در بیارن حکومت نمود نام وی از نام مادر خوانده‌اش کاترین مدیچی گرفته شده است یک سال بعد از تولد کاترین مادرش به کالوینیسم گرایش پیدا کرد و آن را آیین رسمی پادشاهی ناوار اعلام نمود اما همسر وی (پدر کاترین) کماکان کاتولیک باقی ماند و در ۱۵۶۲ درگذشت کاترین همراه مادر و برادر بزرگترش زندگی کرد که به نفع پروتستان ها وارد معارضات شده بودند ملکه در ۱۵۷۲ درگذشت در جریان کشتار سن بارتلمی کاترین و برادرش به اجبار به آیین کاتولیک تغییر کیش داد.